# Sumos
Els sumos o mayangna (com prefereixen anomenar-se) és un poble indígena que habita al llarg dels rius Waspuk o Huaspuc, Pispís i Bocay de la zona nord-oriental de Nicaragua, així com dels rius Coco i Patuca en la frontera amb Hondures i molt més al sur a lo largo del río Grande de Matagalpa.

## Distribució
Actualment els mayangna es divideixen en els subgrups Panamahka, Twahka i Ulwa, viuen preferentment en assentament al llarg dels rius Coco, Waspuk, Pispis i Bocay al nord-est de Nicaragua, així com al llarg del Patuca en la frontera amb Hondures i més al sud al llarg del riu Grande de Matagalpa. L'aïllament d'aquestes comunitats els ha facilitat el manteniment de la seva llengua i cultura vers els impulsos assimiladors dels miskitos i dels espanyols (com els mayangna prefereixen anomenar als mestissos hispanoparlants que conformen la majoria de la població a Nicaragua), que estan en la seva major part confinats a les ciutats més grans de la regió habitada pels mayangna.

## Llengua
Ela mayangna parlen sumo, que pertany a la família de les llengües misumalpa. Es distingeixen els dialectes Tawahka, Panamahka, Bawihka, Kukra i Ulwa.

## Història

### Orígens
Les recerques arqueològiques i lingüística indiquen la presència contínua de poblacions relacionades amb els mayangna a la regió, des de cap al 2000 aC. Els pobles misulmalpes habitaven gran part de l'actual Nicaragua fins a la migració des del sud de Mèxic de tribus que parlaven llengües otomang, les quals van arribar a la costa del Pacífic nicaragüenc en el segle ix i seguides cap al segle xiv per poblacions nàhuatl.
Quan els anglesos van arribar a la costa del Carib en la dècada de 1630 els mayangna es dividien en almenys nou diferents tribus, els territoris de les quals s'estenien des de la costa sud de l'Atlàntic fins a l'interior de Nicaragua, com ho demostra la preponderància dels topònims summe d'aquesta regió.

### Enfront de la colonització europea
Des de 1660 l'aliança del rei dels miskitos Oldman amb els anglesos obligà als mayangna a reduir llur territorialitat. Molts mayangna van ser capturats i venuts com a esclaus per a les plantacions de Jamaica.
En el segle xviii els espanyols van aconseguir penetrar en la Serralada Isabelia. No obstant això els seus intents per avançar cap a l'Atlàntic es van fer difícils per la resistència dels mayangna, que gradualment van realitzar un retir estable cap a l'interior, cap a les capçaleres dels rius.
La població mayangna va continuar disminuint després que els britànics van renunciar a la Costa dels Mosquitos en 1860, a causa dels efectes combinats de la malaltia, guerres internes i les pressions assimilacionistes dels miskitos i de l'Estat nicaragüenc. D'una població de 30.000 persones, en 1862 només en sobrevivien al voltant de 6.000.

### Segle XX
La cultura mayangna tradicional va ser substituïda a principis del segle XX per la conversió al cristianisme, una tasca realitzada pels missioners de l'Església Morava, que van arribar des de 1847 i van tenir un impacte sobre la població nativa després del retir dels britànics. Durant l'anomenat "Gran Despertar" de la dècada de 1880, gran part de la població miskita va ser convertida en massa. Encoratjats per aquest èxit els moravos cada vegada més la seva atenció en els mayangna, als quals van convèncer a poc a poc perquè abandonessin el seu estil de vida basat en la caça, la pesca i l'agricultura migratòria, per sedentaritzar-se i establir-se de forma permanent en comunitats entorn d'una església.
En la dècada de 1920 els combats en la regió de les tropes d'Augusto César Sandino i dels Marines estatunidencs enfrontats amb ell, van impactar fortament les comunitats *Mayangna.
Les majors amenaça pels mayangna a mitjan segle xx van ser la pèrdua de les seves terres a les mans dels colons mestissos de l'oest de Nicaragua i, d'altra banda la mineria que ha afectat greument el territori. La mina de coure de Rosita va començar a produir el 1959, generà grans utilitats als seus propietaris estatunidencs. El vessament dels residus tòxics en els rius locals ha devastat els ecosistemes dels que les comunitats mayangnes depenien per al seu proveïment d'aliments.
A partir de la seva arribada al govern, els sandinistes es van proposar "integrar" la regió oriental de Nicaragua amb la resta del país. Al principi aquesta política va portar com a conseqüències positives l'establiment de clíniques i serveis de salut, la construcció de carreteres i l'alfabetització en la seva pròpia llengua de 1.449 mayangnes. No obstant això en deslligar-se l'enfrontament armat entre miskitos i sandinistes i en estar vinculats a organitzacions dirigides per miskitos com l'església morava i MISURASATA, molts mayangna participaren com a combatents del costat dels miskitos, fins a 1983, quan formaren tropes a part.
El 1984 en anunciar-se l'autonomia per a la Costa Atlàntica, els mayangna agrupats en la seva nova organització SUKALWALA decidiren establir un tractat de pau amb els sandinistes, que es va concretar després de l'aprovació a l'abril de 1985 d'una llei d'amnistia per miskitos, sumos i rames. Després donaren suport al partit YATAMA.

### Siglo XXI
En la llengua mayangna, es tradueix "autonomia" com alas yalahnin lani és a dir "ara viure el nostre sistema de vida". No obstant això, els mayanga àdhuc estan afectats pels colons que envaeixen les seves terres comunals i arrassen els seus boscos. D'altra banda, els líders miskitos es presenten com a representants de tots els "indis" de la Costa i sovint impedeixen als mayangna fer sentir la seva veu mai.
En 2001 la Comunitat Mayagna d'Awas Tingni (aleshores de 1.100 persones) va guanyar una important sentència en la Cort Interamericana de Drets Humans que estableix que els pobles indígenes tenen dret a la terra on han viscut tradicionalment. El Territori Mayangna Sauni Arungka, ubicat en la Reserva de Biosfera de Bosawas, va rebre el seu títol de propietat en el 2010, però el 40% de la terra presenta invasions de colones, que s'han enfrontat amb els indígenes que tracten de blocar-los el pas